# Resolutie 2385 Veiligheidsraad Verenigde Naties
Resolutie 2385 van de Veiligheidsraad van de Verenigde Naties werd op 14 november 2017 met elf stemmen voor en vier onthoudingen aangenomen door de VN-Veiligheidsraad. De resolutie verlengde de wapenembargo's tegen Somalië en Eritrea, alsook de waarnemingsgroep die erop toezag.

## Standpunten
Bolivia, China, Egypte en Rusland hadden zich onthouden. Zij vonden dat sancties tijdelijk moesten zijn en regelmatig herzien moesten worden. Egypte had ze aan de medewerking van Eritrea, dat de VN-waarnemers al jaren niet binnenliet, willen koppelen. Ook haalden ze aan dat er geen bewijzen waren gevonden dat Eritrea de terreurgroep Al Shabaab steunde. De andere landen haalden aan dat Eritrea de waarnemingsgroep nog steeds niet binnenliet. Er was enkel wat overleg met de overheid geweest.
In hun rapport hadden de VN-waarnemers zelf gevraagd om opheffing van het wapenembargo tegen Eritrea, en verzocht dat andere sancties werden losgekoppeld van die tegen Somalië. Desondanks sloten ze niet uit dat Eritrea elementen van Al-Shabaab heimelijk steun verleende.
Somalië was het eens met de tekst, maar wilde het wapenembargo aangepast zien nu de veiligheidsdiensten van het land op poten stonden. Men erkende wel dat meer gedaan moest worden om de wapens van die veiligheidsdiensten goed te beheren.
Eritrea vond het oneerlijk dat het onderhevig bleef aan sancties terwijl het al jaren kalm was aan de grens met Djibouti, en er onderhandelingen aan de gang waren. De sancties waren opgelegd na het Djiboutiaans-Eritrees grensconflict in 2008. Eritrea vond dat het niets verkeerds deed. Bovendien werd Djibouti buiten schot gelaten en werd niets gedaan aan de bezetting van Eritrees grondgebied door Ethiopië. Dat het land gewapende groeperingen zou steunen vond men een dubbele standaard, aangezien de hele regio onstabiel was. De sancties maakten de situatie alleen maar erger.
De sancties tegen Eritrea zouden op een oneerlijke manier zijn opgelegd. Het autoritaire regime van het land zou daarvan gebruik maken om te verkondigen dat de "hele wereld tegen hen is", en zich hard opstellen tegenover de internationale waarnemers. Doch zouden de sancties het land ertoe aangezet hebben te stoppen met het bevoorraden van Al-Shabaab, mee te beginnen werken inzake de vermiste Djiboutaanse krijgsgevangenen en met het VN-sanctiecomité.
In juli 2016 was een lading militaire communicatieapparatuur die Eritrea van Noord-Korea had gekocht onderschept. Volgens een VN-rapport had Eritrea daarmee het wapenembargo geschonden.
Djibouti stelde dat het gedrag van Eritrea niet kon worden beoordeeld, gezien de waarnemers met die taak er niet binnen mochten. Wel was duidelijk dat het land Djibouti en de regio probeerde te destabiliseren door gewapende groeperingen in te zetten. Ook weigerde Eritrea nog steeds een namenlijst van alle krijgsgevangenen uit het conflict in 2008 vrij te geven. Djibouti zelf was bereid middels internationale arbitrage tot een definitieve grens te komen, en een punt te zetten achter het conflict.

## Achtergrond
Zowel tegen Somalië, dat al sinds de jaren 1990 in chaos verkeerde en in recenter jaren geplaagd werd door terreurbeweging Al-Shabaab, als tegen Eritrea, dat in een grensconflict lag met zowel Ethiopië als Djibouti en ervan beschuldigd werd Al-Shabaab te steunen, was een wapenembargo van kracht. De Waarnemingsgroep Somalië-Eritrea was opgericht om schendingen ervan te onderzoeken, zodat maatregelen konden worden genomen om de embargo's te doen naleven.

## Inhoud
Op 16 april 2017 hadden de federale overheid (FGS) en de deelstaten van Somalië een akkoord bereikt om hun legers samen te voegen. Hun onderlinge verstandhouding was ook verbeterd. Er werd opgemerkt dat de FGS hard werkte aan de wederopbouw van Somalië. Ook de kennisgeving van wapenleveranties aan het comité dat toezag op het wapenembargo tegen het land was erop vooruit gegaan. Dit embargo werd verlengd tot 15 november 2018. De Somalische veiligheidsdiensten waren ervan uitgezonderd; veel van hun wapens belandden nog steeds in verkeerde handen. Ook op het vlak van registratie, markering en beheer van haar wapens, had de Somalische overheid vorderingen gemaakt.
Het in resolutie 2036 opgelegde embargo op houtskool werd eveneens met een jaar verlengd, omdat de Somalische terreurgroep Al-Shabaab mede door de welig tierende illegale handel hierin gefinancierd werd.
Anders gesteld was het met Eritrea. De Waarnemingsgroep Somalië-Eritrea (SEMG) was daar al sinds 2011 niet meer kunnen komen om zijn werk te doen. De groep was hierover in gesprek met de Eritrese overheid. Volgens rapporten van de groep steunde Eritrea bepaalde gewapende groeperingen in de regio, al waren er geen bewijzen gevonden dat het land Al Shabaab steunde. Het in resolutie 1907 opgelegde wapenembargo tegen Eritrea werd herbevestigd.
Ten slotte werd ook het mandaat van de SEMG met een jaar verlengd.
Lijst ·  2337 ·  2338 ·  2339 ·  2340 ·  2341 ·  2342 ·  2343 ·  2344 ·  2345 ·  2346 ·  2347 ·  2348 ·  2349 ·  2350 ·  2351 ·  2352 ·  2353 ·  2354 ·  2355 ·  2356 ·  2357 ·  2358 ·  2359 ·  2360 ·  2361 ·  2362 ·  2363 ·  2364 ·  2365 ·  2366 ·  2367 ·  2368 ·  2369 ·  2370 ·  2371 ·  2372 ·  2373 ·  2374 ·  2375 ·  2376 ·  2377 ·  2378 ·  2379 ·  2380 ·  2381 ·  2382 ·  2383 ·  2384 ·  2385 ·  2386 ·  2387 ·  2388 ·  2389 ·  2390 ·  2391 ·  2392 ·  2393 ·  2394 ·  2395 ·  2396 ·  2397